# Matikoloni
Matikoloni (gr. Μαθηκολώνη) – wieś w Republice Cypryjskiej, w dystrykcie Limassol. W 2011 roku liczyła 174 mieszkańców.